# 통속과학
통속과학(通俗科學, 영어: popular science)은 일반 청중을 대상으로 한 과학의 해석이다. 대중과학(大衆科學)이라고도 한다. 과학 저널리즘이 최근 과학 발전에 초점을 맞추고 있는 반면, 통속과학은 좀 더 광범위하다. 전문 과학 저널리스트가 쓸 수도 있고 과학자들이 직접 쓸 수도 있다. 책, 영화, TV 다큐멘터리, 잡지 기사, 웹페이지 등 다양한 형태로 제공된다.

## 역사
현대 과학의 전문화, 전문화 이전에는 '과학'과 '통속과학' 사이에 구분이 거의 없는 경우가 많았으며, 과학 지식을 일반 독자와 공유하려는 의도의 저작물은 그리스와 로마 고대부터 존재했다. 이러한 대중적 작품이 없었다면 그 시대의 과학 지식 중 상당 부분이 사라졌을 것이다. 예를 들어, 기원전 4세기 그리스 천문학자 에우독소스(Eudoxus)의 원작은 하나도 살아남지 못했지만, 그의 기여는 1세기 후에 쓰여지고 히파르코스가 논평한 교훈적인 시 "현상"으로 인해 대부분 보존되었다. 과학을 시적 형식으로 설명하는 것은 드문 일이 아니었으며, 최근 1791년에 에라스무스 다윈(Erasmus Darwin)은 식물학에 대한 독자의 관심과 교육을 목적으로 두 편의 장시인 식물원(The Botanic Garden)을 썼다. 많은 그리스 및 로마 과학 핸드북이 평신도를 위해 작성되었으며 이 "핸드북" 전통은 인쇄기가 발명될 때까지 계속되었으며 지암바티스타 델라 포르타(Giambattista Della Porta)의 1558년 "자연의 마법"(Magia Naturalis) 및 이사벨라 코르테세의 1561년 "비밀"(Secreti) 등 훨씬 이후의 예가 있다.
17세기에는 현대 과학 혁명이 시작되었고 그에 따라 명시적인 통속과학 저술이 필요하게 되었다. 갈릴레오 갈릴레이의 1632년 "시금사"(Il Saggiatore) 및 로버트 훅의 1665년 "마이크로그라피아"(Micrographia)와 같은 작품은 과학자와 대중 모두가 읽었지만 아이작 뉴턴의 1687년 원리(Principia)는 대부분의 독자가 이해할 수 없었기 때문에 곧 뉴턴의 아이디어가 대중화되었다. 베르나르 퐁트넬의 1686년 세계의 다원성에 관한 대화(Conversations on the Plurality of Worlds)와 같은 책이 베스트셀러였던 프랑스와 같은 국가에서는 통속과학 저술이 급증했다.
1830년에 천문학자 존 허셜(John Herschel)은 통속과학이라는 특정 장르의 필요성을 인식했다. 철학자 윌리엄 휴웰(William Whewell)에게 보낸 편지에서 그는 일반 대중이 "지금까지 수행된 작업과 앞으로 성취해야 할 작업에 대한 연결된 관점을 제공하기 위해... 과학의 각 특정 분야에서 실제로 알려진 내용을 요약"해야 한다고 썼다. 실제로 영국인의 글을 읽을 줄 아는 수준이 높아졌을 뿐만 아니라 교육 수준도 높아짐에 따라 과학 관련 제목에 대한 수요도 증가했다. 메리 서머빌은 19세기 초에 매우 성공적인 과학 작가가 되었다. 대중을 대상으로 한 그녀의 물리과학과의 연관성에 대하여(On the Connexion of the Physical Sciences, 1834)는 꽤 잘 팔렸다. 현대 통속과학의 첫 번째 책 중 하나인 이 책에는 다이어그램과 수학이 거의 포함되어 있지 않다. 이 책은 10판이 있었고 여러 언어로 번역되었다.

## 같이 보기
- 아마추어 천문학
- 시민과학
- 과학사
- 온라인 백과사전 목록
- 대중역사
- 대중심리학
- 과학관